# Alonso de Granada Venegas
Alonso de Granada Venegas Rengifo, militar, noble y mecenas español del segundo tercio del siglo XVI, de una destacada familia de origen morisco, los Granada Venegas.
Estuvo al servicio de Felipe II de España; en 1555 fue nombrado por Real Cédula alcaide del Generalife para sustituir a su padre recién fallecido, Pedro de Venegas Hurtado de Mendoza, tercer señor de Campotéjar y Jayena, que le tuvo de su primer matrimonio con María Vázquez Rengifo; participó en sofocar la rebelión morisca de las Alpujarras en 1568. Casó dos veces, la primera con María Manrique de Mendoza, de la que tuvo cuatro hijos, y la segunda con María Ochoa de Castro, de la que tuvo otros cuatro. Aficionado a las letras, tuvo en su casa de Granada una animada tertulia a la que concurrían los ingenios más importantes de la escuela antequerano-granadina, como los poetas Luis Barahona de Soto, Hernando de Acuña, Diego Hurtado de Mendoza, Pedro de Padilla y Gregorio Silvestre, además de Gaspar de Baeza, Juan Latino y el jurista y dramaturgo Gonzalo Mateo de Berrío.